# La colonne de feu
La colonne de feu (ook: La dance du feu) is een Franse stomme film uit 1899. De film werd geregisseerd door Georges Méliès.
Deze film is losjes gebaseerd op het boek Zij (She, A History of Adventure) uit 1886 van Henry Rider Haggard.  Een duivel met vleermuisachtige vleugels danst rond een grote pot. Met zijn drietand ontsteekt hij het vuur onder de pot. Wanneer hij het vuur aanwakkert met een blaasbalg, komt een vrouw met witte gewaden uit de pot tevoorschijn. De duivel en de pot verdwijnen als de vrouw begint te dansen. Zwaaiend met haar armen verschijnt een nieuw vuur waarna ze in de rook omhoog zweeft.